# Le Tyran de Jérusalem
Le Tyran de Jérusalem è un cortometraggio muto del 1910 diretto da Camille de Morlhon.

## Produzione
Il film fu prodotto dalla Pathé Frères con il nome Série d'Art Pathé Cinèma [SAPF].

## Distribuzione
Distribuito dalla Pathé Frères, uscì nelle sale cinematografiche francesi il 16 settembre 1910.